# Ken Berry (színművész)
Ken Berry (született Kenneth Ronald Berry) (Moline, Illinois, 1933. november 3. – Burbank, 2018. december 1.) amerikai színész, táncos, énekes.

## Fontosabb filmjei
- F Troop (1965–1967, tv-sorozat, 65 epizódban)
- Mayberry R.F.D. (1968–1971, tv-sorozat, 78 epizódban)
- A kicsi kocsi újra száguld (Herbie Rides Again) (1974)
- Hegyi ember (Guardian of the Wilderness) (1976)
- Macska az űrből (The Cat from Outer Space) (1978)
- A farm, ahol élünk (Little House ont he Prairie) (1979, tv-sorozat, egy epizódban)
- Mama’s Family (1983–1990, tv-sorozat, 130 epizódban)

## Fordítás
- Ez a szócikk részben vagy egészben  a   Ken Berry című angol Wikipédia-szócikk fordításán alapul.  Az eredeti cikk szerkesztőit annak laptörténete sorolja fel. Ez a jelzés csupán a megfogalmazás eredetét és a szerzői jogokat jelzi, nem szolgál a cikkben szereplő információk forrásmegjelöléseként.